# Alessandro Pinarello
Alessandro Pinarello (Conegliano, 12 juli 2003) is een Italiaans wielrenner die in 2022 prof werd bij Bardiani CSF Faizanè.

## Carrière
Als tweedejaars junior won Pinarello de Trofeo Buffoni, voor Finlay Pickering en Dario Igor Belletta. Eerder dat jaar werd hij al derde in het eindklassement van de Ronde van Lunigiana en eindigde hij op de dertigste plek in de door Romain Grégoire gewonnen wegwedstrijd op het Europese kampioenschap. In 2022 werd Pinarello prof bij Bardiani CSF Faizanè. In de Ronde van Belvedere eindigde hij op de zesde plek. Twee weken later werd hij negende in de tijdrit in de Carpathian Couriers Race. In het algemeen klassement van de Poolse etappekoers eindigde hij op plek dertien. Ook de rest van het seizoen reed Pinarello voornamelijk zijn wedstrijden in het beloftencircuit. Zo werd hij begin oktober zevende in de Ronde van Lombardije voor beloften. Twee dagen reed hij de Ronde van de Drie Valleien, op 1.Pro-niveau. In april 2023 werd hij derde in zowel de GP Palio del Recioto als de GP della Liberazione. Later dat jaar werd hij zesde in het eindklassement van de Ronde van de Elzas, op anderhalve minuut van winnaar Sebastian Berwick.
Het seizoen 2024 begon voor Pinarello in Turkije, waar hij aan de start stond van de Ronde van Antalya. In de derde rit, een bergetappe met aankomst op meer dan zevenhonderd meter hoogte, was enkel Davide Piganzoli beter. Ook in het eindklassement moest Pinarello genoegen nemen met een tweede plek achter zijn landgenoot. Op 1 april werd hij vierde in de door Gal Glivar gewonnen Ronde van Belvedere. Een dag later was Pinarello wel de beste in de GP Palio del Recioto, waar hij Diego Pescador klopte in een sprint-à-deux.

## Overwinningen

### Resultaten in voornaamste wedstrijden
| Jaar | Ronde van Italië | Ronde van Frankrijk | Ronde van Spanje |
| ---- | ---------------- | ------------------- | ---------------- |
| 2024 |                  |                     |                  |
| 2025 | opgave           |                     |                  |

| Jaar | Ronde van Lombardije |
| ---- | -------------------- |
| 2024 | opgave               |
| 2025 |                      |

## Ploegen
- 2022 –  Bardiani CSF Faizanè
- 2023 –  Green Project-Bardiani CSF-Faizanè
- 2024 –  VF Group-Bardiani CSF-Faizanè
- 2025 –  VF Group-Bardiani CSF-Faizanè

Battaglin · Bonillo · Cañaveral · Colnaghi · Covili · El Gouzi · Fiorelli · Gabburo · Marcellusi · Martinelli · Mazzucco · Modolo · Mulubrhan (vanaf 21/4) · Nieri · Pellizzari · Pinarello · Rastelli · Santaromita · Tarozzi · Tolio · Tonelli · Trainini (tot 5/4) · Visconti (tot9/3) · Zana · Zanoncello · Zoccarato · Magli (stagiair)
Bonillo · Colnaghi · Conforti · Covili · El Gouzi · Fiorelli · Gabburo · Lucca · Magli · Marcellusi · Martinelli ·  Mulubrhan · Nieri · Paletti · Pellizzari · Petrucci (tot 9/2) · Pinarello · Rastelli · Santaromita · Scalco · Scott (tot 20/7) · Tarozzi · Tolio · Tonelli · Zanoncello · Zoccarato · Cadena (stagiair) · Cavallo (stagiair) · Rojas (stagiair)
Biagini · Colnaghi · Conforti · Covili · Fiorelli · Gabburo · Lucca · Magli · Marcellusi · Martinelli · Paletti · Pellizzari · Pinarello · Pinazzi · Pozzovivo (vanaf 25/2) · Rojas · Scalco · Tarozzi · Tolio · Tonelli · Turconi · Zanoncello · Zoccarato